# 133ª Divisione corazzata "Littorio"
La Divisione corazzata "Littorio" è stata una delle Grandi Unità corazzate del Regio Esercito nella seconda guerra mondiale

## Storia
La divisione si costituisce, sulla base della 4ª Divisione fanteria "Littorio" che aveva combattuto nella guerra civile spagnola, il 6 novembre 1939 a Parma con i reggimenti 33º carri, 12º bersaglieri ed il 133º Reggimento artiglieria "Littorio".
Sino al marzo 1941 fu alle dipendenze dell'Armata Liguria e nel giugno 1940, la Divisione "Littorio" fu inviata nel settore del Moncenisio dove verrà impiegata al Piccolo San Bernardo.
Poco dopo venne spostata in riserva come corpo autotrasportabile ad est di Trieste, alle dipendenze della 2ª Armata per essere impiegata nei Balcani per l'attacco alla Jugoslavia.
L'11 aprile 1941 superò il confine jugoslavo e si diresse a Postumia e Fiume con 117 carri armati L3 e 5 carri armati M13. Il giorno seguente conquistò Ogulin, il 14 Sebenico, il 16 giunse a Tenin (già conquistata dalla Divisione "Zara") e a Mostar ed il 17 arrivò a Trebigne, dove si incontrò con reparti della 131ª Divisione corazzata "Centauro" provenienti dall'Albania. Successivamente raggiunse la già occupata Ragusa per essere dislocata nella zona di Mostar, dove rimase sino al 15 maggio.
Rientrata in Italia venne riorganizzata e il 33° fu sostituito dal 133º Reggimento fanteria carrista già costituito nella zona di Pordenone con carri armati M13 e M14.
Nel dicembre 1941 fu trasferita nei porti del sud Italia (Salerno, Benevento, Brindisi e Taranto) in attesa di imbarcarsi per combattere in Africa.
I primi a raggiungere Tripoli furono i due gruppi semoventi (DLI e DLII/133) il 23 dicembre e furono subito inseriti nella Divisione "Ariete". Ai primi di gennaio 1942 iniziò il trasferimento del grosso della divisione ma a causa del siluramento di alcune navi di trasporto (il XII/133º Gruppo non giunse per questo motivo in Africa) e dall'abbattimento degli aerei, la divisione vi giunse a ranghi largamente incompleti. Questi man mano che arrivarono vennero inviati al fronte aggregati alla Divisione "Ariete" (oltre ai già citati gruppi semoventi, anche il X/133º Battaglione e il Gruppo contraerei) o alla 101ª Divisione motorizzata "Trieste" (XI/133º Battaglione.).
Nel febbraio la Divisione fu dislocata a Tripoli per ricostituirsi e lentamente si organizzò con altre unità fra cui il LI Battaglione carri M13/40.
La Divisione, a fine marzo, si trasferì nella zona di Bengasi dove resti di altre unità si unirono. Alla fine di maggio fu dislocata nella zona di Ain el-Gazala, dove sostenne il battesimo del fuoco. Successivamente venne impiegata nella zona di Sidi Rezegh, a protezione della altre unita impegnate ad attaccare la fortezza di Tobruk.
A giugno si unì il Gruppo corazzato "Lancieri di Novara" e con esso si lanciò all'inseguimento dei britannici, passando alle dipendenze del XX Corpo d'Armata sino a giungere il 25 giugno a Marsa Matruh. Nella località di Fuka, riuscì, dopo duri combattimenti, a prendere numerosi prigionieri e vario materiale bellico.
Il 3 luglio la Divisione "Littorio" subì un violento attacco mentre cercava di attestarsi nella zona di Deir el Ehen. Costretta a ritirarsi si spostò dapprima nella zona di Deir el Qatan e successivamente nella zona di Munqar Wahla dove il 7 luglio sostenne un forte attacco da parte delle truppe neozelandesi. Il 9 insieme alle truppe tedesche conquistò il caposaldo di Deir el Qattara dove rimase sino al 19, per poi trasferirsi nella zona di Gebel Kalaki el Tayra.
Il 30 agosto prese parte alla battaglia di Alam Halfa dopodiché, a causa del mancato successo, si attestò nuovamente a El Qattara dove subì per quasi un mese violenti bombardamenti aerei e d'artiglieria.
Quando iniziò l'offensiva dell'8ª Armata britannica (23 ottobre 1942, Operazione Lightfoot), la divisione aveva in organico circa 116 carri M, 12 pezzi da 75/27, 18 semoventi da 75/18, 2 pezzi da 88/27, 10 pezzi da 88/56, 8 pezzi 100/17 e 10 pezzi da 20 mm.
Disposta in seconda linea sotto il comando del generale Bitossi, trascorse i primi due giorni in relativa tranquillità. Nel pomeriggio del 26 ottobre, gli inglesi ripresero l'offensiva, facendola sempre precedere dal fuoco di preparazione dell'artiglieria. A nord gli inglesi attaccarono nell'area denominata Kidney Bridge con la 9ª Divisione australiana e la 51ª inglese. Dopo alcune penetrazioni locali, l'offensiva fu bloccata dall'intervento dei reparti della 15. Panzer-Division e della Divisione corazzata "Littorio". Sul fronte meridionale, ancora una volta l'attacco inglese portato dalla 44ª Divisione inglese fu fermato nei pressi di Deir el Munassib dai paracadutisti della "Folgore".
Il 2 novembre iniziò l'operazione Supercharge e il generale Ritter von Thoma (comandante del DAK), si vide costretto a lanciare in combattimento tutti i mezzi corazzati ancora a sua disposizione, per tentare di fermare gli inglesi con i resti della 15. e 21. Panzer-Division e i reparti corazzati della "Littorio" e della "Trieste". L'assalto nemico venne temporaneamente bloccato e Rommel volle approfittarne per effettuare un ripiegamento all'altezza di Fuka e salvare la maggior parte dei reparti italo-tedeschi. Il 3 novembre da Berlino e da Roma arrivò l'ordine di "mantenere a qualunque costo l'attuale fronte". Nella serata del 3 novembre le divisioni "Littorio", "Trieste" e "Ariete" ricevettero l'ordine di ritornare in prima linea e prendere contatto con il nemico. Il 3 ed il 4 novembre la "Littorio" combatté con gli ultimi 20 carri superstiti. A proposito dei carristi italiani e della giornata del 4 novembre, Rommel scrisse nelle sue memorie: "La disperata lotta dei piccoli e scadenti carri italiani del XX Corpo contro i pesanti carri britannici che avevano aggirato gli italiani, vide i nostri camerati battersi con straordinario valore... I carri armati della Littorio e della Trieste venivano abbattuti uno dopo l'altro dai britannici. I loro cannoni da 47 mm, esattamente come i nostri da 50 mm, non avevano alcuna efficacia contro i carri inglesi... La sera il XX Corpo italiano, dopo valorosa lotta, fu annientato."
Sotto la Repubblica Sociale Italiana, fu costituita una divisione con lo stesso nome, la 2ª Divisione granatieri "Littorio".
Non fu mai più ricostituita come grande unità, per il suo nome legato al fascismo (il fascio littorio era uno dei simboli fascisti per eccellenza, mutuato dalla storia romana).

## Organizzazione

### 1939
- 33º Reggimento carri su quattro battaglioni (VI, XXII, XXIII, XXXII)
- 12º Reggimento bersaglieri su tre battaglioni (XXI, XXIII, XXXVI)
- 133º Reggimento artiglieria (I,II)

### 1941
Vicecomandante / Generale di brigata Ruggero Cassata (sino al 20 novembre 1941), poi Generale di brigata Emilio Becuzzi (sino al 25 giugno 1942)
- 133º Reggimento carri su tre battaglioni (X,XI,XII)
- 12º Reggimento bersaglieri su tre battaglioni ((XXI,XXIII,XXXVI)
- 133º Reggimento Artiglieria (I,II Gruppo su 75/27 - III Gruppo su 105/28 - VI (DLII) su 90/53 - DLI e DLII su M40 75/18
- CXXXIII Gruppo artiglieria contraerea su 90/53

### 1942
- Compagnia Comando di Divisione
- Comando III brigata corazzata (Generale di brigata Mario Bizzi dall'agosto 1942, poi, sino a novembre, Generale di brigata Amedeo Pederzini)
- III Gruppo squadroni/5º Reggimento "Lancieri di Novara"
  - Compagnia Comando di Battaglione
  - due squadroni carri L6/40
- 133º Reggimento Carri 
  - Compagnia Comando di Reggimento
  - Compagnia Cannoni Contraerei
  - IV Battaglione Carri
  - XII Battaglione Carri
  - LI Battaglione Carri
- 12º Reggimento bersaglieri
  - Compagnia Comando di Reggimento
  - Compagnia Motociclisti
  - XXIII Battaglione Bersaglieri
  - XXXVI Battaglione Bersaglieri
  - XXI Battaglione Artiglieria Controcarri Corazzata
- Reggimento Artiglieria Celere "Principe Amedeo Duca d'Aosta" (3°)
  - Compagnia Comando di Reggimento
  - II Gruppo/133º Reggimento Artiglieria
  - CCCII Gruppo Artiglieria
  - DLIV Gruppo Semoventi
  - DLVI Gruppo Semoventi
  - XXIX Gruppo Artiglieria Contraerei
  - 406ª Compagnia Artiglieria Contraerei
  - 5ª Compagnia/CXXXIII Gruppo Artiglieria Contraerei
- Reparti di supporto

## Comandanti
- Gen. D. Gervasio Bitossi (6 novembre 1939 - 7 luglio 1942)
- Gen. B. Emilio Becuzzi (8 - 24 luglio 1942)
- Gen. D. Carlo Ceriana Mayneri (25 luglio - 17 settembre 1942)
- Gen. D. Gervasio Bitossi (21 settembre - 4 novembre 1942)